# Ranunculus dongrergensis
Ranunculus dongrergensis Hand.-Mazz. – gatunek rośliny z rodziny jaskrowatych (Ranunculaceae Juss.). Występuje endemicznie w Chinach, w północno-zachodnim Junnanie, północno-zachodnim Syczuanie oraz południowym Tybecie). 

## Morfologia
PokrójBylina dorastająca do 5–25 cm wysokości.
LiścieSą trójdzielne. Mają okrągło owalny lub owalny kształt. Mierzą 0,5–2 cm długości oraz 0,5–2 cm szerokości. Nasada liścia ma zaokrąglony lub klinowy kształt. Ogonek liściowy jest nagi i ma 2–11 cm długości.
KwiatySą pojedyncze. Pojawiają się na szczytach pędów. Mają żółtą barwę. Dorastają do 10–18 mm średnicy. Mają 5 eliptycznych działek kielicha, które dorastają do 4–6 mm długości. Mają 5 owalnych płatków o długości 4–9 mm.
OwoceNagie niełupki o odwrotnie jajowatym kształcie i długości 1–2 mm. Tworzą owoc zbiorowy – wieloniełupkę o jajowatym kształcie i dorastającą do 3–4 mm długości.

## Biologia i ekologia
Rośnie na łąkach. Występuje na wysokości od 3200 do 5600 m n.p.m. Kwitnie od maja do sierpnia.